# طواف إيميليا 2017
طواف إيميليا 2017 (بالألمانية: Giro dell’Emilia 2017) هو سباق دراجات هوائية، وهو الموسم رقم 100 من السباق، وأقيم في 30 سبتمبر 2017، وامتدّ لمسافة 223.3 كيلومتر، وهو أحد سباقات طواف أوروبا للدراجات 2017، وقد شارك في السباق 192 متسابقاً ووصل إلى نهايته 75 متسابقاً.
فاز فيه بالمركز الأول جيوفاني فيسكونتي، وبالمركز الثاني فينتشينزو نيبالي، وبالمركز الثالث ريغوبيرتو أوران.

## الفرق
| فرق عالمية (11)- Orica-Scott - FDJ - سكاي - Bahrain-Merida - UAE Team Emirates - Dimension Data - Trek-Segafredo - Cannondale-Drapac - AG2R La Mondiale - Astana - BMC Racing Team فرق قارية محترفة (9)- Cofidis, Solutions Crédits - Wanty-Groupe Gobert - غازبروم روسفيلو ‏ - Bardiani CSF - ويلير تريستينا-سيل إيطاليا 2017 ‏ - أندروني جوكاتولي-سيدرمك ‏ - نيبو-فيني فانتيني 2017 ‏ - CCC Development Team ‏ - كاجا رورال-سيغوروس 2017 ‏ فرق قارية (4)- MG.K vis Colors for Peace ‏ - أموري وفيتا - برودير ‏ - GM Europa Ovini ‏ - Trevigiani Phonix–Hemus 1896 ‏ |  |
| |  |

## التصنيف العام النهائي
| التصنيف العام | التصنيف العام    | التصنيف العام   | التصنيف العام   | التصنيف العام |        |
| الدراج        | الدراج           | البلد           | الفريق          | الوقت         | السرعة |
| ------------- | ---------------- | --------------- | --------------- | ------------- | ------ |
| 1.            | جيوفاني فيسكونتي | إيطاليا         | البحرين ميريدا  | 5 س 31 د 50 ث |        |
| 2.            | فينتشينزو نيبالي | إيطاليا         | البحرين ميريدا  | + 12 ث        |        |
| 3.            | ريغوبيرتو أوران  | كولومبيا        | كانونديل دراباك | + 15 ث        |        |
| 4.            | نيكولاس روش      | جمهورية أيرلندا | بي إم سي راسينغ | + 19 ث        |        |
| 5.            | جياني موسكون     | إيطاليا         | سكاي            | + 23 ث        |        |
| 6.            | الكسيس فويليرموز | فرنسا           | أيه إل أم       | + 26 ث        |        |
| 7.            | دييغو يليسي      | إيطاليا         | فريق الإمارات   | + 26 ث        |        |
| 8.            | تيبو بينو        | فرنسا           | إف دي جي        | + 26 ث        |        |
| 9.            | جاك هايغ         | أستراليا        | أوريكا سكوت     | + 33 ث        |        |
| 10.           | بن هيرمانز       | بلجيكا          | بي إم سي راسينغ | + 33 ث        |        |

## وصلات خارجية
- الموقع الرسمي
- طواف إيميليا 2017 على موقع إحصائيات الدراجات الإحترافية (الإنجليزية)